# Hans Gustafsson (1912–1981)
Hans Lennart Gustafsson, född 7 juni 1912 i Bo församling, Örebro län, död  23 september 1981 i Frösö församling, Jämtlands län, var en svensk politiker (Socialdemokraterna) och ämbetsman.

## Biografi
Gustafsson var fabriksarbetare vid AB Gryts bruk 1926–1939, studerade vid Brunnsviks folkhögskola 1937–1938 och var metallarbetare vid L M Ericsson i Stockholm från 1939. Han var riksdagsledamot för (Sveriges socialdemokratiska arbetareparti) i Andra kammaren 1949–1969 och var bland annat sitt partis gruppledare 1959–1965. Åren 1965–1969 var han civilminister. Gustafsson var landshövding i Jämtlands län 1969–1977.
Gustafsson var därtill ledamot av Statens lönenämnd 1957–1962, ledamot av Skattelindringsnämnden 1957, ledamot av styrelsen för Statskontoret 1959–1965, ordförande i styrelsen för Statens pris- och kartellnämnd 1962–1965 och ledamot av styrelsen för Rikspolisstyrelsen 1964–1965. Han var också ledamot av en rad statliga utredningar under 1950- och 1960-talen.